# En agua
En agua (en coreano: Mul-an-e-seo) es una película dramática surcoreana de 2023 dirigida por Hong Sang-soo.
La cinta fue seleccionada para competir en la sección Encuentros a la mejor película en el Festival de Cine de Berlín de 2023. También participó en la sección Trayectorias del Buenos Aires Festival Internacional de Cine Independiente de 2023.

## Sinopsis
Un joven actor decide dejar la interpretación y rodar un cortometraje. El pequeño equipo formado por el propio actor, el cámara y la protagonista femenina llega a la rocosa y azotada por el viento Isla de Jeju.

## Reparto
- Seok-ho Shin como Seoung-mo
- Seong-guk Ha como Sang-guk
- Seung-yun Kim como Nam-hee

## Recepción
En el sitio web del agregador de reseñas Rotten Tomatoes, la película tiene un índice de aprobación del 75% basado en 9 reseñas, con una calificación promedio de 5.7/10. En Metacritic aún no posee suficientes reseñas para calcular su calificación promedio.